# 바르샤바 협약
바르샤바 협약(영어: Warsaw Convention, 프랑스어: Convention de Varsovie)은 국제 항공화물, 여객 운송에 관한 항공 운송인의 책임과 운송장의 기재 사항 등을 정한 조약이다. 정식 명칭은 국제항공운송에 있어서 일부 규칙의 통일에 관한 협약(영어: Convention for the Unification of certain Rule Relating to International Transportation by Air, 프랑스어: Convention pour l'unification de certaines règles relatives au transport aérien international)이다.
1929년 바르샤바협약은 1920년대 당시 막 태동하기 시작한 항공산업의 보호와 국제항공의 발전 촉진이라는 시대적 상황에 부응하기 위하여 국제항공운송인의 책임을 제한한다는 취지로 채택되었다. 바르샤바협약 회의의 당사국들은 다음과 같은 두 가지 목적을 설정하였다. 첫째 국제항공으로부터 발생하는 손해배상청구의 처리에 대한 통일적 제도를 마련하는 것, 둘째 사고로부터 손해가 발생한 경우 항공운송인의 책임을 제한하는 것 등이다. 이 협약은 국제항공운송인의 민사책임에 관한 통일규칙을 마련한 것으로 항공운송인의 책임을 정한 최초의 조약이다. 바르샤바 협약의 책임원인은 과실책임주의와 유한책임주의로 요약된다. 과실추정주의 란 운송인이 자실의 무과실을 입증하면 책임에서 벗어날 수 있었다. 바르샤바협약 제20조 제1항은 운송인과 그 사용인이 손해를 방지하기 위한 모든 필요한 조치를 위하였다는 사실 또는 그러한 조치를 취할 수 없었다는 사실을 증명한 때에는 책임을 부담하지 아니한다는 것을 규정한다. 유한책임주의 란 책임한도액을 설정하는 것이다. 여객기의 경우 12만5000프랑을 한도로 정하고 탁송수하물 및 화물 같은 경우 1kg당 250프랑으로 한도가 정해져있다. 다만 송하인이 물건 인도 시에 가액을 신고하고 필요한 경우 할증금을 지급한 때에는 예외이다. 휴대용 수하물 같은 경우 승객 1인당 5000프랑으로 한도가 정해져있다.

## 적용
동 조약이 적용되기 위해서는 출발지와 도착지가 모두 체약국의 영역 내에 있어야 하는데, 이때 체약국이라 함은 1929년의 바르샤바협약에 가입한 국가와 1955년의 개정 바르샤바협약에 가입한 국가를 통틀어 일컫는 것이다. 또한 개정 바르샤바협약은 청구원인이 채무불이행이든 불법행위이든 관계없이 적용된다.

## 같이 보기
- 항공법